# تبعیض دینی
تبعیض دینی طبق تعریف سازمان ملل متحد عبارت است از تبعیضی که بر فرد به دلیل دین وی بر وی تحمیل می‌شود. این تبعیض‌ها می‌تواند از جلوگیری از تحصیل رایگان، گرفتن پست‌های دولتی یا استفاده از سیستم بهداشتی باشد. در حالت‌های خیلی وخیم ممکن است که به دستگیری یا کشتار افراد مورد تبعیض واقع شده بینجامد.

## مبارزه با تبعیض

### سازمان ملل
سازمان ملل از ابتدای آغاز به کار خود به این امر مشغول بوده‌است. موضوع تبعیض دینی در بیشتر منشورهای حقوق بشر امروزی ذکر شده‌است. بر این اساس به اعضای سازمان ملل همیشه یادآوری شده‌است که از تبعیض افراد به دلیل دین یا عقیدهٔ آن‌ها بپرهیزند. تمامی اعضای عضو سازمان ملل متعهد شده‌اند که افراد را از چنین تبعیضی محافظت کنند. در عین حال کشورهای عضو باید مطمئن شوند که هر فردی از هر دین و آیینی بتواند امور دینی خود را بدون هیج آزار و اذیتی به انجام برساند.
دفتر حقوق بشر سازمان ملل وظیفه اصلی نظارت بر این امور را دارد. فعالیت‌های این دفتر در زمینه تبعیض دینی به شرح زیر می‌باشد:
- حمایت از گزارشگر ویژهٔ حقوق بشر در زمینهٔ تبعیض دینی، که به بررسی وضعیت اقلیت‌های دینی در کشورهای گوناگون می‌پردازد و موارد نقض حقوق بشر را گزارش می‌دهد. گزارشگر ویژه اطلاعات خود را در اختیار مجمع عمومی سازمان ملل و دفتر حقوق بشر قرار می‌دهد.
- حمایت از کمیتهٔ حقوق بشر که وظیفهٔ نظارت بر میثاق بین‌المللی حقوق فردی و سیاسی، شامل بخش ۲ که همان جلوگیری از تبعیض و ۱۸ که آزادی بیان، اندیشه و دین، است.
- حمایت از کمیتهٔ اقتصاد، این کمیته بخشی به عنوان تبعیض در اقتصاد را به مورد بحث خود اضافه کرد.[۲]

## در ایران

### اسلام‌ناباوران
در نظام جمهوری اسلامی ایران، خداناباوران، دین‌ناباوران، بهائیان،یارسانی‌ها،سیک‌های ایران، رائلیان و همهٔ مسلمانانی که به کیشِ دیگری بگروند (نوکیشان اسلام‌ناباور)... ، فاقدِ هرگونه حقوقِ شهروندی، قانونی و بشری هستند و به‌شدت، سرکوب می‌شوند.حکومت اسلامی ایران برای شهروندان  مسیحی و کلیمیان و زرتشتیان و مندائیان حقوق شهروندی محدودی قائل است